# 8-й пограничный отряд войск НКВД
8-й пограничный отряд войск НКВД — соединение пограничных войск НКВД СССР, принимавшее участие в Великой Отечественной войне.

## История
На 22 июня 1941 года отряд, насчитывая 1153 человек личного состава, находился на обороне границы на участке: побережье Балтийского моря от Таллина до Пярну
В состав отряда входили 1-я пограничная комендатура и 1-я резервная пограничная застава в составе 1-й — 6-й пограничных застав, 2-я пограничная комендатура и 2-я резервная пограничная застава в составе 7-й — 12-й пограничных застав, 3-я пограничная комендатура и 3-я резервная пограничная застава в составе 13-й — 18-й пограничных застав, 4-я пограничная комендатура и 4-я резервная пограничная застава в составе 19-й — 24-й пограничных застав, 5-я пограничная комендатура и 5-я резервная пограничная застава в составе 25-й — 30-й пограничных застав. Входил в состав Управления пограничных войск НКВД Прибалтийского округа.
Штаб отряда находился в Хаапсалу.
В составе действующей армии с 22 июня 1941 по 22 января 1942 года.
C 26 июня 1941 года входил в состав Управления по охране войскового тыла Северо-Западного фронта. С начала войны ведёт борьбу с бандами националистов и диверсантами,  обеспечивает охрану побережья. 9 июля 1941 года части отряда были выбиты из Пярну.
На 8 августа 1941 года занимал позиции юго-западнее Юуру, в районе Раплы, после этого в течение августа 1941 года отступает через Кохила, к Таллину. По-видимому смог эвакуироваться из Таллина. По-видимому, 5 сентября 1941 года на базе какой-то части личного состава был сформирован 8-й стрелковый полк 21-й дивизии НКВД
В сентябре-октябре 1941 года штаб отряда находится в Ириновке, на западном побережье Ладожского озера, где остатки личного состава влились в 103-й пограничный отряд войск НКВД, а отряд был фактически сформирован заново. С осени 1941 по январь 1942 года обеспечивает охрану западного берега Ладожского озера, ведёт борьбу с диверсантами на Дороге Жизни
22 января 1942 года переформирован в 104-й пограничный полк войск НКВД

## Командиры
- полковник Буньков, Степан Михайлович